# Egnatiella lineaflava
Egnatiella lineaflava är en insektsart som beskrevs av Bolívar, I. 1914. Egnatiella lineaflava ingår i släktet Egnatiella och familjen gräshoppor.

## Underarter
Arten delas in i följande underarter:
- E. l. lineaflava
- E. l. inornata